# Jack Higgins (hockey sur glace)
Jack Higgins (né le 13 avril 1934 à Toronto, dans la province de l'Ontario au Canada) est un joueur professionnel canadien de hockey sur glace.

## Carrière en club
Il remporte la Coupe Memorial 1954 avec les Teepees de Saint Catharines dans l'Association de hockey de l'Ontario. En 1955, il commence sa carrière avec le Mercurys de Toledo-Marion dans la Ligue internationale de hockey.

## Statistiques
| Saison    | Équipe                            | Ligue |    | Saison régulière | Saison régulière | Saison régulière | Saison régulière | Saison régulière |   | Séries éliminatoires | Séries éliminatoires | Séries éliminatoires | Séries éliminatoires | Séries éliminatoires |
| Saison    | Équipe                            | Ligue | PJ | B                | A                | Pts              | Pun              | PJ               | B | A                    | Pts                  | Pun                  |                      |                      |
| 1951-1952 | Greenshirts de Kitchener-Waterloo | AHO   | 46 | 2                | 4                | 6                | 0                | -                | - | -                    | -                    | -                    |                      |                      |
| 1952-1953 | Flyers de Barrie                  | AHO   | 55 | 2                | 4                | 6                | 0                | -                | - | -                    | -                    | -                    |                      |                      |
| 1953-1954 | Teepees de Saint Catharines       | AHO   | -  | -                | -                | -                | -                | -                | - | -                    | -                    | -                    |                      |                      |
| 1955-1956 | As de Québec                      | LHQ   | 3  | 0                | 0                | 0                | 6                | -                | - | -                    | -                    | -                    |                      |                      |
| 1955-1956 | Mercurys de Toledo-Marion         | LIH   | 53 | 1                | 9                | 10               | 119              | -                | - | -                    | -                    | -                    |                      |                      |
| 1956-1957 | Mercurys de Toledo                | LIH   | 60 | 5                | 12               | 17               | 93               | -                | - | -                    | -                    | -                    |                      |                      |
| 1957-1958 | Phantoms de Philadelphie          | EHL   | 14 | 0                | 2                | 2                | 30               | -                | - | -                    | -                    | -                    |                      |                      |
| 1957-1958 | Mercurys de Toledo                | LIH   | 45 | 1                | 16               | 17               | 54               | -                | - | -                    | -                    | -                    |                      |                      |
| 1958-1959 | Ramblers de Philadelphie          | EHL   | 63 | 5                | 20               | 25               | 120              | 6                | 0 | 1                    | 1                    | 4                    |                      |                      |